# Skilanglauf-Alpencup 2017/18
Der Skilanglauf-Alpencup 2017/18 ist eine von der FIS organisierte Wettkampfserie, die zum Unterbau des Skilanglauf-Weltcups 2017/18 gehört. Sie begann am 9. Dezember 2017 in Prémanon und endet am 18. März 2018 im Skigebiet Baqueira-Beret.

## Männer

### Resultate
| 1. Alpencup in Prémanon, 9. und 10. Dezember 2017 | 1. Alpencup in Prémanon, 9. und 10. Dezember 2017 | 1. Alpencup in Prémanon, 9. und 10. Dezember 2017 | 1. Alpencup in Prémanon, 9. und 10. Dezember 2017 | 1. Alpencup in Prémanon, 9. und 10. Dezember 2017 |
| ------------------------------------------------- | ------------------------------------------------- | ------------------------------------------------- | ------------------------------------------------- | ------------------------------------------------- |
| Datum                                             | Disziplin                                         | Erster Platz                                      | Zweiter Platz                                     | Dritter Platz                                     |
| 9. Dezember 2017                                  | 15 km klassisch                                   | Ivan Perrillat Boiteux                            | Maicol Rastelli                                   | Thomas Wick                                       |
| 10. Dezember 2017                                 | 15 km Freistil                                    | Wettbewerb abgesagt                               | Wettbewerb abgesagt                               | Wettbewerb abgesagt                               |

| 2. Alpencup in St. Ulrich am Pillersee, 15. bis 17. Dezember 2017 | 2. Alpencup in St. Ulrich am Pillersee, 15. bis 17. Dezember 2017 | 2. Alpencup in St. Ulrich am Pillersee, 15. bis 17. Dezember 2017 | 2. Alpencup in St. Ulrich am Pillersee, 15. bis 17. Dezember 2017 | 2. Alpencup in St. Ulrich am Pillersee, 15. bis 17. Dezember 2017 |
| ----------------------------------------------------------------- | ----------------------------------------------------------------- | ----------------------------------------------------------------- | ----------------------------------------------------------------- | ----------------------------------------------------------------- |
| Datum                                                             | Disziplin                                                         | Erster Platz                                                      | Zweiter Platz                                                     | Dritter Platz                                                     |
| 15. Dezember 2017                                                 | Sprint klassisch                                                  | Simeon Hamilton                                                   | Andrew Newell                                                     | Gianluca Cologna                                                  |
| 16. Dezember 2017                                                 | 15 km klassisch                                                   | Alexis Jeannerod                                                  | Thomas Wick                                                       | Gleb Retiwych                                                     |
| 17. Dezember 2017                                                 | 15 km Freistil Massenstart                                        | Beda Klee                                                         | Thomas Bing                                                       | Sjarhej Dalidowitsch                                              |

| 3. Alpencup in Campra, 5. bis 7. Januar 2018 | 3. Alpencup in Campra, 5. bis 7. Januar 2018 | 3. Alpencup in Campra, 5. bis 7. Januar 2018 | 3. Alpencup in Campra, 5. bis 7. Januar 2018 | 3. Alpencup in Campra, 5. bis 7. Januar 2018 |
| -------------------------------------------- | -------------------------------------------- | -------------------------------------------- | -------------------------------------------- | -------------------------------------------- |
| Datum                                        | Disziplin                                    | Erster Platz                                 | Zweiter Platz                                | Dritter Platz                                |
| 5. Januar 2018                               | Sprint klassisch                             | Maicol Rastelli                              | Lucas Chanavat                               | Stefan Zelger                                |
| 6. Januar 2018                               | 15 km Freistil                               | Clement Arnault                              | Irineu Esteve Altimiras                      | Robin Duvillard                              |
| 7. Januar 2018                               | 20 km Skiathlon                              | Sergio Rigoni                                | Robin Duvillard                              | Irineu Esteve Altimiras                      |

| 4. Alpencup in Zwiesel, 16. bis 18. Februar 2018 | 4. Alpencup in Zwiesel, 16. bis 18. Februar 2018 | 4. Alpencup in Zwiesel, 16. bis 18. Februar 2018 | 4. Alpencup in Zwiesel, 16. bis 18. Februar 2018 | 4. Alpencup in Zwiesel, 16. bis 18. Februar 2018 |
| ------------------------------------------------ | ------------------------------------------------ | ------------------------------------------------ | ------------------------------------------------ | ------------------------------------------------ |
| Datum                                            | Disziplin                                        | Erster Platz                                     | Zweiter Platz                                    | Dritter Platz                                    |
| 16. Februar 2018                                 | Sprint klassisch                                 | Giacomo Gabrielli                                | Louis Schwartz                                   | Martin Collet                                    |
| 17. Februar 2018                                 | 15 km klassisch                                  | Valentin Chauvin                                 | Florian Notz                                     | Livio Bieler                                     |
| 18. Februar 2018                                 | 20 km Freistil Massenstart                       | Robin Duvillard                                  | Florian Notz                                     | Livio Bieler                                     |

| 5. Alpencup am Cogne, 3. bis 4. März 2018 | 5. Alpencup am Cogne, 3. bis 4. März 2018 | 5. Alpencup am Cogne, 3. bis 4. März 2018 | 5. Alpencup am Cogne, 3. bis 4. März 2018 | 5. Alpencup am Cogne, 3. bis 4. März 2018 |
| ----------------------------------------- | ----------------------------------------- | ----------------------------------------- | ----------------------------------------- | ----------------------------------------- |
| Datum                                     | Disziplin                                 | Erster Platz                              | Zweiter Platz                             | Dritter Platz                             |
| 3. März 2018                              | 15 km klassisch                           | Adrien Backscheider                       | Florian Notz                              | Jules Lapierre                            |
| 4. März 2018                              | 15 km Freistil Verfolgung                 | Adrien Backscheider                       | Jean Tiberghien                           | Jules Lapierre                            |

| 6. Alpencup in Baqueira-Beret, 16. bis 18. März 2018 | 6. Alpencup in Baqueira-Beret, 16. bis 18. März 2018 | 6. Alpencup in Baqueira-Beret, 16. bis 18. März 2018 | 6. Alpencup in Baqueira-Beret, 16. bis 18. März 2018 | 6. Alpencup in Baqueira-Beret, 16. bis 18. März 2018 |
| ---------------------------------------------------- | ---------------------------------------------------- | ---------------------------------------------------- | ---------------------------------------------------- | ---------------------------------------------------- |
| Datum                                                | Disziplin                                            | Erster Platz                                         | Zweiter Platz                                        | Dritter Platz                                        |
| 16. März 2018                                        | Sprint Freistil                                      | Valentin Chauvin                                     | Jean Tiberghien                                      | Giacomo Gabrielli                                    |
| 17. März 2018                                        | 15 km klassisch Massenstart                          | Ueli Schnider                                        | Valentin Chauvin                                     | Alexandre Pouyé                                      |
| 18. März 2018                                        | 15 km Freistil Verfolgung                            | Jean Tiberghien                                      | Jules Lapierre                                       | Simone Dapra                                         |

### Gesamtwertung Männer
| Rang | Name             | Punkte |
| ---- | ---------------- | ------ |
| 1.   | Jean Tiberghien  | 662    |
| 2.   | Beda Klee        | 450    |
| 3.   | Valentin Chauvin | 447    |
| 4.   | Ueli Schnider    | 352    |
| 5.   | Jules Lapierre   | 350    |
| 6.   | Thomas Wick      | 343    |
| 7.   | Simone Dapra     | 332    |
| 8.   | Martin Collet    | 320    |
| 9.   | Clement Arnault  | 317    |
| 10.  | Louis Schwartz   | 313    |

| Rang | Name                    | Punkte |
| ---- | ----------------------- | ------ |
| 11.  | Robin Duvillard         | 307    |
| 12.  | Livio Bieler            | 292    |
| 13.  | Florian Notz            | 290    |
| 14.  | Janosch Brugger         | 260    |
| 15.  | Giacomo Gabrielli       | 245    |
| 16.  | Irineu Esteve Altimiras | 242    |
| 17.  | Damien Tarantola        | 203    |
| 18.  | Adrien Backscheider     | 200    |
| 19.  | Ivan Perrillat Boiteux  | 185    |
| 20.  | Mikael Abram            | 184    |

| Rang | Name             | Punkte |
| ---- | ---------------- | ------ |
| 20.  | Sergio Rigoni    | 184    |
| 22.  | Maicol Rastelli  | 180    |
| 23.  | Alexis Jeannerod | 179    |
| 24.  | Paolo Ventura    | 147    |
| 25.  | Thomas Bing      | 140    |
| 25.  | Paul Goalabre    | 140    |
| 27.  | Gianluca Cologna | 138    |
| 28.  | Marino Capelli   | 133    |
| 29.  | Jovian Hediger   | 132    |
| 30.  | Erwan Käser      | 130    |

| Endstand (Top 10) |                  |        |
| \| Rang \| Name \| Punkte \| \| ---- \| ---------------- \| ------ \| \| 01 \| Hugo Lapalus \| 922 \| \| 02 \| Tom Mancini \| 848 \| \| 03 \| Luca Del Fabbro \| 736 \| \| 04 \| Florian Knopf \| 644 \| \| 05 \| Davide Graz \| 559 \| \| 06 \| Martin Coradazzi \| 506 \| \| 07 \| Théo Schely \| 488 \| \| 08 \| Jules Chappaz \| 480 \| \| 09 \| Camille Laude \| 417 \| \| 10 \| Philipp Unger \| 341 \| |                  |        |
| Rang | Name             | Punkte |
| 01 | Hugo Lapalus     | 922    |
| 02 | Tom Mancini      | 848    |
| 03 | Luca Del Fabbro  | 736    |
| 04 | Florian Knopf    | 644    |
| 05 | Davide Graz      | 559    |
| 06 | Martin Coradazzi | 506    |
| 07 | Théo Schely      | 488    |
| 08 | Jules Chappaz    | 480    |
| 09 | Camille Laude    | 417    |
| 10 | Philipp Unger    | 341    |

## Frauen

### Resultate
| 1. Alpencup in Prémanon, 9. und 10. Dezember 2017 | 1. Alpencup in Prémanon, 9. und 10. Dezember 2017 | 1. Alpencup in Prémanon, 9. und 10. Dezember 2017 | 1. Alpencup in Prémanon, 9. und 10. Dezember 2017 | 1. Alpencup in Prémanon, 9. und 10. Dezember 2017 |
| ------------------------------------------------- | ------------------------------------------------- | ------------------------------------------------- | ------------------------------------------------- | ------------------------------------------------- |
| Datum                                             | Disziplin                                         | Erster Platz                                      | Zweiter Platz                                     | Dritter Platz                                     |
| 9. Dezember 2017                                  | 10 km klassisch                                   | Kateřina Beroušková                               | Antonia Fräbel                                    | Julia Belger                                      |
| 10. Dezember 2017                                 | 10 km Freistil                                    | Wettbewerb abgesagt                               | Wettbewerb abgesagt                               | Wettbewerb abgesagt                               |

| 2. Alpencup in St. Ulrich am Pillersee, 15. bis 17. Dezember 2017 | 2. Alpencup in St. Ulrich am Pillersee, 15. bis 17. Dezember 2017 | 2. Alpencup in St. Ulrich am Pillersee, 15. bis 17. Dezember 2017 | 2. Alpencup in St. Ulrich am Pillersee, 15. bis 17. Dezember 2017 | 2. Alpencup in St. Ulrich am Pillersee, 15. bis 17. Dezember 2017 |
| ----------------------------------------------------------------- | ----------------------------------------------------------------- | ----------------------------------------------------------------- | ----------------------------------------------------------------- | ----------------------------------------------------------------- |
| Datum                                                             | Disziplin                                                         | Erster Platz                                                      | Zweiter Platz                                                     | Dritter Platz                                                     |
| 15. Dezember 2017                                                 | Sprint klassisch                                                  | Sophie Caldwell                                                   | Natalja Matwejewa                                                 | Ida Sargent                                                       |
| 16. Dezember 2017                                                 | 5 km klassisch                                                    | Jelena Soboljowa                                                  | Natalja Matwejewa                                                 | Ida Sargent                                                       |
| 17. Dezember 2017                                                 | 10 km Freistil Massenstart                                        | Julia Belger                                                      | Jelena Soboljowa                                                  | Marija Istomina                                                   |

| 3. Alpencup in Campra, 5. bis 7. Januar 2018 | 3. Alpencup in Campra, 5. bis 7. Januar 2018 | 3. Alpencup in Campra, 5. bis 7. Januar 2018 | 3. Alpencup in Campra, 5. bis 7. Januar 2018 | 3. Alpencup in Campra, 5. bis 7. Januar 2018 |
| -------------------------------------------- | -------------------------------------------- | -------------------------------------------- | -------------------------------------------- | -------------------------------------------- |
| Datum                                        | Disziplin                                    | Erster Platz                                 | Zweiter Platz                                | Dritter Platz                                |
| 5. Januar 2018                               | Sprint klassisch                             | Anne Winkler                                 | Antonia Fräbel                               | Francesca Baudin                             |
| 6. Januar 2018                               | 10 km Freistil                               | Sara Pellegrini                              | Lydia Hiernickel                             | Coralie Bentz                                |
| 7. Januar 2018                               | 15 km Skiathlon                              | Sara Pellegrini                              | Antonia Fräbel                               | Anna Comarella                               |

| 4. Alpencup in Zwiesel, 16. bis 18. Februar 2018 | 4. Alpencup in Zwiesel, 16. bis 18. Februar 2018 | 4. Alpencup in Zwiesel, 16. bis 18. Februar 2018 | 4. Alpencup in Zwiesel, 16. bis 18. Februar 2018 | 4. Alpencup in Zwiesel, 16. bis 18. Februar 2018 |
| ------------------------------------------------ | ------------------------------------------------ | ------------------------------------------------ | ------------------------------------------------ | ------------------------------------------------ |
| Datum                                            | Disziplin                                        | Erster Platz                                     | Zweiter Platz                                    | Dritter Platz                                    |
| 16. Februar 2018                                 | Sprint klassisch                                 | Laura Gimmler                                    | Antonia Fräbel                                   | Pia Fink                                         |
| 17. Februar 2018                                 | 10 km klassisch                                  | Antonia Fräbel                                   | Pia Fink                                         | Nadine Herrmann                                  |
| 18. Februar 2018                                 | 10 km Freistil Massenstart                       | Antonia Fräbel                                   | Pia Fink                                         | Laura Gimmler                                    |

| 5. Alpencup am Cogne, 3. bis 4. März 2018 | 5. Alpencup am Cogne, 3. bis 4. März 2018 | 5. Alpencup am Cogne, 3. bis 4. März 2018 | 5. Alpencup am Cogne, 3. bis 4. März 2018 | 5. Alpencup am Cogne, 3. bis 4. März 2018 |
| ----------------------------------------- | ----------------------------------------- | ----------------------------------------- | ----------------------------------------- | ----------------------------------------- |
| Datum                                     | Disziplin                                 | Erster Platz                              | Zweiter Platz                             | Dritter Platz                             |
| 3. März 2018                              | 10 km klassisch                           | Rosie Frankowski                          | Ilenia Defrancesco                        | Sara Pellegrini                           |
| 4. März 2018                              | 15 km Freistil Verfolgung                 | Rosie Frankowski                          | Sara Pellegrini                           | Coralie Bentz                             |

| 6. Alpencup in Baqueira-Beret, 16. bis 18. März 2018 | 6. Alpencup in Baqueira-Beret, 16. bis 18. März 2018 | 6. Alpencup in Baqueira-Beret, 16. bis 18. März 2018 | 6. Alpencup in Baqueira-Beret, 16. bis 18. März 2018 | 6. Alpencup in Baqueira-Beret, 16. bis 18. März 2018 |
| ---------------------------------------------------- | ---------------------------------------------------- | ---------------------------------------------------- | ---------------------------------------------------- | ---------------------------------------------------- |
| Datum                                                | Disziplin                                            | Erster Platz                                         | Zweiter Platz                                        | Dritter Platz                                        |
| 16. März 2018                                        | Sprint Freistil                                      | Anne Winkler                                         | Antonia Fräbel                                       | Julia Kern                                           |
| 17. März 2018                                        | 10 km klassisch Massenstart                          | Sara Pellegrini                                      | Ilenia Defrancesco                                   | Anna Comarella                                       |
| 18. März 2018                                        | 10 km Freistil Verfolgung                            | Sara Pellegrini                                      | Antonia Fräbel                                       | Anna Comarella                                       |

### Gesamtwertung Frauen
| Rang | Name               | Punkte |
| ---- | ------------------ | ------ |
| 1.   | Antonia Fräbel     | 1032   |
| 2.   | Sara Pellegrini    | 670    |
| 3.   | Julia Belger       | 578    |
| 4.   | Coralie Bentz      | 509    |
| 5.   | Ilenia Defrancesco | 404    |
| 6.   | Caterina Ganz      | 392    |
| 7.   | Anne Winkler       | 388    |
| 8.   | Theresa Eichhorn   | 381    |
| 9.   | Anna Comarella     | 333    |
| 10.  | Elisabeth Schicho  | 324    |
| 11.  | Pia Fink           | 322    |

| Rang | Name                        | Punkte |
| ---- | --------------------------- | ------ |
| 12.  | Nadine Herrmann             | 299    |
| 13.  | Sandra Schützová            | 297    |
| 14.  | Virginia De Martin Topranin | 269    |
| 14.  | Lydia Hiernickel            | 269    |
| 16.  | Laura Gimmler               | 230    |
| 17.  | Julia Richter               | 174    |
| 18.  | Anita Klemenčič             | 166    |
| 19.  | Barbara Walchhofer          | 164    |
| 20.  | Delphine Claudel            | 158    |
| 21.  | Karolína Grohová            | 147    |
| 22.  | Alina Meier                 | 143    |

| Rang | Name                   | Punkte |
| ---- | ---------------------- | ------ |
| 23.  | Emilie Bille           | 140    |
| 23.  | Laurien van der Graaff | 140    |
| 25.  | Anna Sixtová           | 135    |
| 26.  | Stefanie Arnold        | 130    |
| 27.  | Katerina Janatova      | 128    |
| 28.  | Anna Seebacher         | 127    |
| 29.  | Francesca Baudin       | 125    |
| 29.  | Alice Canclini         | 125    |
| 29.  | Aurélie Dabudyk        | 125    |

| Endstand (Top 10) |                       |        |
| \| Rang \| Name \| Punkte \| \| ---- \| --------------------- \| ------ \| \| 01 \| Laura Chamiot Maitral \| 898 \| \| 02 \| Désirée Steiner \| 867 \| \| 03 \| Flora Dolci \| 760 \| \| 04 \| Martina Bellini \| 603 \| \| 05 \| Anna-Maria Dietze \| 552 \| \| 06 \| Alexandra Danner \| 528 \| \| 07 \| Anja Mandelic \| 527 \| \| 08 \| Lena Quintin \| 496 \| \| 09 \| Cristina Pittin \| 451 \| \| 10 \| Celine Mayer \| 410 \| |                       |        |
| Rang | Name                  | Punkte |
| 01 | Laura Chamiot Maitral | 898    |
| 02 | Désirée Steiner       | 867    |
| 03 | Flora Dolci           | 760    |
| 04 | Martina Bellini       | 603    |
| 05 | Anna-Maria Dietze     | 552    |
| 06 | Alexandra Danner      | 528    |
| 07 | Anja Mandelic         | 527    |
| 08 | Lena Quintin          | 496    |
| 09 | Cristina Pittin       | 451    |
| 10 | Celine Mayer          | 410    |